# Braunia laxifolia
Braunia laxifolia là một loài Rêu trong họ Hedwigiaceae. Loài này được Herzog mô tả khoa học đầu tiên năm 1916.